# Friedrich Mennecke

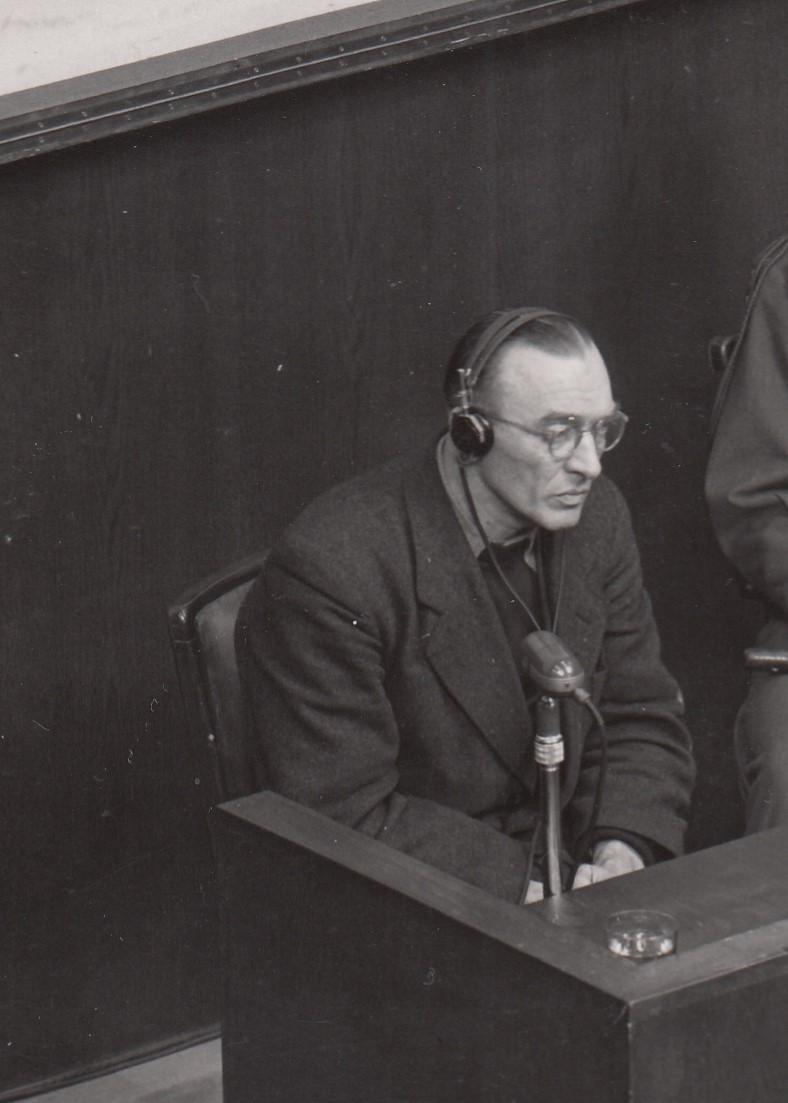
Friedrich Mennecke als Zeuge im Nürnberger Ärzteprozess, Januar 1947

Friedrich Wilhelm Heinrich Mennecke (* 6. Oktober 1904 in Groß-Freden; † 28. Januar 1947 im Zuchthaus Butzbach) war ein deutscher Mediziner, der sich an den NS-Krankenmorden der Aktion T4 und der Kinder-„Euthanasie“ sowie der Selektion von KZ-Häftlingen in der Aktion 14f13 beteiligte.

## Leben

### Familie und Ausbildung
Als Sohn des Steinhauers Karl Mennecke besuchte Friedrich Mennecke von 1911 bis 1914 die Volksschule in Groß-Freden. Seine Schulausbildung vervollständigte er ab 1914 auf dem Realprogymnasium in Alfeld und ab 1920 auf dem Realgymnasium in Einbeck, das er 1923 mit dem Abitur abschloss. Im gleichen Jahr verstarb sein Vater im Alter von 50 Jahren nach langer Krankheit: Karl Mennecke, ein aktiver Sozialdemokrat, war 1917 gelähmt aus dem Ersten Weltkrieg zurückgekehrt. Friedrich Mennecke absolvierte nach dem Abitur eine einjährige Kaufmannslehre bei der Deutschen Spiegelglas AG in Freden und arbeitete anschließend bei der gleichen Firma als Exportkaufmann.
Im Oktober 1927 konnte Mennecke, finanziell unterstützt von einem Verwandten, ein Medizinstudium an der Universität Göttingen aufnehmen. Ab Sommersemester 1929 studierte er für zwei Semester an der Universität Marburg, wo er am 31. Mai 1930 das Physikum ablegte. Zurück in Göttingen schloss er sein Studium ab: Am 28. April 1934 mit der ärztlichen Prüfung und am 11. Mai 1934 mit der Promotion über das Thema Hämosiderinknötchen am Epikard. Erste praktische Erfahrungen sammelte er als Medizinalpraktikant von Juni 1934 bis Mai 1935 an der chirurgischen Klinik Göttingen, dem Stadtkrankenhaus Peine, der Landesheilanstalt Göttingen und der Universitäts-Frauenklinik Frankfurt am Main.
In Göttingen lernte Mennecke die medizinisch-technische Assistentin Eva Wehlan kennen, die er am 4. Juni 1937 heiratete. Die Ehe von Friedrich und Eva Mennecke blieb kinderlos.

### Arztpraxis und NS-Karriere
Zum 1. Mai 1932 trat Mennecke in die NSDAP (Mitgliedsnummer 1.095.280) und in die SS ein (SS-Nummer 142.813). Noch als Student führte er die medizinische Untersuchung von neu aufgenommenen SS-Mitgliedern durch.
Nach Abschluss seiner Medizinalpraktikantenzeit fand er ab dem 1. Juli 1935 Arbeit als Assistenzarzt am Kreiskrankenhaus Bad Homburg vor der Höhe. Am 1. Januar 1936 wechselte er als Anstaltsarzt zur Landesheilanstalt Eichberg bei Eltville am Rhein. Ab dem 22. Januar 1938 Oberarzt, wurde er am 30. Januar 1939 Chefarzt und auch offiziell Direktor der Landesheilanstalt Eichberg, die er schon seit Anfang 1938 kommissarisch leitete.
In der SS wurde Mennecke ab 1. Februar 1937 als Adjutant des SS-Arztes im SS-Oberabschnitt Rhein/Westmark in Wiesbaden eingesetzt. Mehrfach befördert, erreichte er am 20. April 1939 den Rang eines SS-Obersturmführers; im Oktober 1940 wurde er SS-Hauptsturmführer. In der NSDAP übernahm er im August 1937 das Amt des Kreisbeauftragten des Rassenpolitischen Amtes für die Kreise Rheingau und Sankt Goarshausen. Ab dem 1. April 1939 leitete er die Ortsgruppe Erbach-Eichberg der NSDAP. Mennecke, der schon vor dem Anfang des Zweiten Weltkrieges mehrfach an Wehrübungen teilgenommen hatte, wurde ab Kriegsbeginn als Truppenarzt am Westwall eingesetzt.

### Gutachter der Aktion T4
Am 1. Februar 1940 wurde Mennecke offiziell auf Intervention der I.G. Farben vom Wehrdienst zurückgestellt, um seit Sommer 1939 am Eichberg durchgeführte Versuche mit einem Arsenbenzolpräparat des Höchster I.G.-Farben-Werkes fortsetzen zu können. Etwa am 8. Februar 1940 nahm er an einem Treffen von acht bis zehn Ärzten im Berliner Columbushaus teil. Dort erläuterte Viktor Brack von der Kanzlei des Führers, dass durch einen „Führerbefehl“ die Tötung von „lebensunwertem Leben“ beschlossen sei und Gutachter für diese Aktion T4 gesucht würden. Mennecke stimmte wie alle anwesenden Ärzte einer Teilnahme zu. Die Planungen und Vorbereitungen der „Aktion T4“ liefen bereits seit Juli 1939; im Januar 1940 war mit der Ermordung von Kranken und Behinderten in den Tötungsanstalten Grafeneck und Brandenburg begonnen worden.
Menneckes Aufgabe als so genannter „Gutachter“ bestand darin, anhand eines von der Anstalt des Kranken ausgefüllten Meldebogens über die Auswahl der zu tötenden Patienten mitzuentscheiden. Im gerahmten Kasten des Meldebogens trug er ein ‚+’ ein, wenn der Patient getötet werden sollte, ein ‚−’ stand für das Weiterleben des Kranken. Möglich war auch ein ‚?’ für eine fragliche Entscheidung. Die endgültige Entscheidung traf ein „Obergutachter“ anhand von drei solcher zuvor erstellten Gutachten. Die Meldebogen wurden von der Berliner Zentrale der „Aktion T4“ per Post zugesandt und von Mennecke in „Heimarbeit“ neben seiner Tätigkeit als Anstaltsdirektor des Eichbergs bearbeitet. Nach eigenen Angaben fertigte er etwa 7.000 „Gutachten“ an; dabei will er etwa 2.500 Patienten zur Tötung vorgeschlagen haben.
Parallel zu seiner Tätigkeit als „Gutachter“ war er Mitglied von Ärztekommissionen, die vor Ort in den Anstalten Meldebogen ausfüllten oder überprüften. Mennecke nahm an den Selektionen bei der Räumung der Anstalt Bedburg-Hau zwischen dem 26. Februar und dem 4. März 1940 teil. Im Juni 1940 war er Mitglied einer Ärztekommission, die in Österreich, das zu dieser Zeit zum Deutschen Reich gehörte, Kranke für die Tötung in Hartheim aussuchte. Die Ziele weiterer Selektionsreisen waren im September 1940 Lohr und Hall in Tirol, im Februar 1941 die Bodelschwinghschen Anstalten in Bethel sowie im Juni 1941 der Raum Lemgo.
Spätestens im November 1940 erfuhr Mennecke auf einer Besprechung in Berlin, dass auch die Anstalt in Hadamar zur Tötungsanstalt umgebaut werden sollte. Menneckes eigene Anstalt Eichberg war hierbei als Zwischenanstalt für das 70 km entfernte Hadamar vorgesehen, in die die Patienten zunächst verlegt wurden, um den wahren Zweck der Krankentransporte zu verschleiern. Zwischen Januar und August 1941 wurden dabei 784 Patienten vom Eichberg und weitere 1.487 Kranke aus der dortigen Zwischenanstalt nach Hadamar verlegt und dort getötet. Nach eigenen Angaben hat Mennecke einmal den Tod der Kranken in der Gaskammer von Hadamar durch ein kleines Fenster beobachtet.

### Selektion von KZ-Häftlingen in der „Aktion 14f13“
Unter dem Begriff „Aktion 14f13“, auch „Sonderbehandlung 14f13“ genannt, wurde die „Aktion T4“ – wahrscheinlich Ende März 1941 – auf Häftlinge der Konzentrationslager ausgedehnt: Ärzte der „Aktion T4“ selektierten in den Konzentrationslagern Häftlinge, die anschließend in den Tötungsanstalten vergast wurden. Friedrich Mennecke war hierbei an den ersten bekannten Selektionen im KZ Sachsenhausen beteiligt, insbesondere im Winter 1941/1942 war die „Begutachtung“ von KZ-Häftlingen ein Schwerpunkt seiner Arbeit. Nach eigenen Angaben war er in den Konzentrationslagern Dachau, Buchenwald, Auschwitz, Ravensbrück, Neuengamme und Groß-Rosen tätig. Bei den Selektionen der „Aktion 14f13“ wurden die schon bei der Aktion T4 benutzten Meldebogen verwandt, allerdings nur zum Teil ausgefüllt. Zumindest bei jüdischen Häftlingen des KZ Buchenwald stellte Mennecke keine ärztlichen Diagnosen, sondern übertrug stattdessen die Verhaftungsgründe aus den Häftlingsakten auf die Meldebogen.

### Kinder-„Euthanasie“ auf dem Eichberg
Parallel zur „Aktion T4“ betrieb die Kanzlei des Führers unter der Tarnbezeichnung „Reichsausschuss zur wissenschaftlichen Erfassung von erb- und anlagebedingten schweren Leiden“ die Ermordung von Kindern, die mit Behinderungen geboren wurden. Hierzu wurden an ausgesuchten Krankenhäusern so genannte Kinderfachabteilungen eingerichtet, in denen die Kinder meist durch Überdosierung von Medikamenten ermordet wurden. Leiter des „Reichsausschusses“ war Hans Hefelmann, sein Stellvertreter war Richard von Hegener. Beide kamen Anfang 1941 in die Anstalt Eichberg, um dort die Einrichtung einer „Kinderfachabteilung“ zu besprechen. Leiter dieser Abteilung wurde Menneckes Stellvertreter, der Oberarzt Walter Schmidt. Die Ermordung der Kinder erfolgte nach einer Beobachtungszeit, sobald eine „Behandlungsermächtigung“ des „Reichsausschusses“ aus Berlin vorlag. Mennecke wickelte den Schriftverkehr mit dem „Reichsausschuss“ ab und besprach die Tötung der Kinder mit seinem Oberarzt Schmidt, soweit er in seiner Anstalt anwesend war. Bis Kriegsende starben in der Anstalt Eichberg 430 Kinder unter zehn Jahren. Ein Teil dieser Kinder war zuvor in der Heidelberger Psychiatrischen Universitätsklinik unter Carl Schneider in einem Forschungsprojekt untersucht worden. Die Ermordung der Kinder war dabei konzeptionell eingeplant, die Gehirne der Kinder sollten nach ihrem Tod zur Untersuchung nach Heidelberg geschickt werden. Zur Anzahl der in diesem „Forschungsprojekt“ getöteten Kinder liegen unterschiedliche Angaben vor: Teils wird von 110 Ermordeten ausgegangen, eine Heidelberger Forschungsgruppe kam zu dem Ergebnis, dass 21 Kinder ermordet wurden, bedingt durch die bei Kriegsende zunehmenden Kommunikations- und Transportschwierigkeiten jedoch nur in drei Fällen die Gehirne nach Heidelberg geschickt wurden.

### Fronteinsatz und Lazarettaufenthalte
Am 18. Januar 1943 wurde Mennecke erneut zur Wehrmacht abkommandiert, zunächst wurde er in einem Reservelazarett in Metz (→ Festung Metz) eingesetzt, dann ab März 1943 als Truppenarzt bei der Nachrichten-Abteilung 282 an der Kanalküste bei Dünkirchen. Im April 1943 wurde diese Einheit nach Charkow in der Ukraine an die Ostfront verlegt. Dort erkrankte er im August 1943 an der Basedowschen Krankheit. Lazarettbehandlung und Erholungsurlaub zogen sich bis April 1944 hin, dann wurde er in einem Reservelazarett im badischen Bühl als Neurologe eingesetzt. Im Juli 1944 wurde bei ihm eine Lungen-Tuberkulose diagnostiziert. Zur Heilung kam er in Reservelazarette in St. Blasien im Schwarzwald, Rockenau bei Eberbach im Odenwald und Beuron. Im März 1945 arbeitete er erneut kurzzeitig als Neurologe in einem Lazarett, ehe die Tuberkulose ein zweites Mal ausbrach.

### Prozess nach Kriegsende
Nach Kriegsende befand sich Mennecke bis Juni 1945 in französischer Kriegsgefangenschaft in Württemberg und zog dann nach einem Aufenthalt im Allgäu im Herbst 1945 in die Nähe seiner Mutter nach Freden und Moringen. Hier konnte er zunächst unerkannt mit seiner Frau Eva Mennecke zusammenleben. Mennecke wurde im März oder April 1946 verhaftet, als er in einem Flüchtlingslager auf dem Gelände des ehemaligen Jugendkonzentrationslagers Moringen eine Beschäftigung aufnehmen wollte.
In Vernehmungen gab er zunächst an, er habe keine Kenntnis vom wahren Zweck seiner Gutachtertätigkeit für die „Aktion T4“ gehabt. Er erklärte dann jedoch am 2. November 1946:
„Nachdem ich nun in den langen Monaten der Untersuchungshaft in der Stille meiner Zelle über alles reiflich nachgedacht und auch genügend inneren Abstand von den Vorgängen als solchen gewonnen habe, drängt sich mir das Bedürfnis auf, zu erklären, dass ich schon im Jahre 1940 den wahren Sinn der „planwirtschaftlichen Arbeiten“ erfuhr.“
Das Landgericht Frankfurt am Main verhandelte ab dem 2. Dezember 1946 gegen Friedrich Mennecke, gegen den Oberarzt Walter Eugen Schmidt sowie gegen vier Pflegekräfte im Zentrum für Soziale Psychiatrie Rheinblick oder Heilanstalt Eichberg. Mennecke wurde am 21. Dezember 1946 „wegen Mordes in einer unbestimmten Anzahl von Fällen zum Tode“ verurteilt, da er „an der Massentötung des sogenannten Euthanasieprogramms des Nationalsozialismus als Mittäter teilgenommen“ habe. Mennecke legte Revision ein.
Am 16. und 17. Januar 1947 sagte Mennecke als Zeuge im Nürnberger Ärzteprozess aus. Dabei belastete er den dort angeklagten Viktor Brack schwer. Friedrich Mennecke, der sich in Nürnberg als „schwerkranke[n] Patient[en]“, als „körperlich außerordentlich schwach und kraftlos“ bezeichnete, starb am 28. Januar 1947 in einer Zelle des Zuchthauses Butzbach, noch vor der Revisionsverhandlung und bevor das Todesurteil gegen ihn Rechtskraft erlangt hatte. Als mögliche Todesursache gilt ein schlechter Allgemeinzustand infolge der Tuberkulose. Ein Suizid wird nicht ausgeschlossen, da Mennecke zwei Tage zuvor von seiner Frau besucht worden war.

## Mennecke-Briefe
Bei Menneckes Verhaftung wurde 1946 eine umfangreiche Sammlung von Briefen beschlagnahmt, wenn auch von ursprünglich vermutlich 8.000 Briefseiten nur noch ein Drittel vorhanden war. Der weitaus größte Teil sind Briefe Menneckes an seine Frau aus seiner Zeit bei der Wehrmacht und von den Selektionen der „Aktion 14f13“ sowie Antworten seiner Frau. Andere erhaltene Dokumente sind Bewerbungen Menneckes aus der Zeit um 1935 sowie Korrespondenz mit Vorgesetzten und Kollegen der „Aktion T4“. Die Briefe, vor allem zu Menneckes Tätigkeit in den Konzentrationslagern, waren ein wichtiges Beweismittel im Eichberg-Prozess und in weiteren Verfahren wie dem Nürnberger Ärzteprozess. Ebenfalls bei Mennecke aufgefunden wurden Fotografien von KZ-Häftlingen, die wahrscheinlich bei der erkennungsdienstlichen Behandlung der Häftlinge entstanden. Mennecke hatte auf der Rückseite der Fotos die Verhaftungsgründe so notiert, wie sie auch als „ärztliche Diagnose“ auf den Meldebogen der „Sonderbehandlung 14f13“ vermerkt worden sein dürften.
Die historische Forschung zum nationalsozialistischen „Euthanasie“-Programm ist stark auf Zeugenaussagen der Täter angewiesen, die während der Ermittlungsverfahren der Justiz nach Kriegsende entstanden. Der Wahrheitsgehalt der Zeugenaussagen ist wegen der drohenden Strafverfolgung immer zweifelhaft. Vor diesem Hintergrund haben zeitgenössische Quellen, die zudem noch wie Menneckes Briefe die private Perspektive der Täter erschließen, einen besonderen dokumentarischen Wert. Im Jahr 1987 wurden die Briefe, bearbeitet von Peter Chroust, in einem Projekt zur Analyse von Täterbiographien vom Hamburger Institut für Sozialforschung veröffentlicht.
Mennecke berichtet in den Briefen an seine Frau außerordentlich detailliert über seinen Alltag; Banales und Wichtiges wechseln sich ab. Auffällig sind die Anrede seiner Frau als „Muttilein“, „Muttili“, „Mausili“ und „Muttikind“, sich selbst bezeichnet er als „Fritz-Vati“ oder „Pa“. Dies wird als Ausdruck einer – auch wechselseitigen – Infantilisierung gedeutet. Der oft martialische Ton in dienstlichen Briefen tritt in Briefen an seine Frau zurück: Es finden sich zumindest Andeutungen über Gefühle von Angst oder Hilflosigkeit. Zweifel oder Schuldgefühle wegen seiner Beteiligung an den nationalsozialistischen Krankenmorden äußert Mennecke nicht. Es werden zwei Seiten seiner Persönlichkeit sichtbar: Die Täterseite, die keinerlei Empathie für seine Opfer zeigt, zu deren oftmals sicherem Tod er beiträgt, und eine Seite, die ein fürsorgliches, gleichzeitig kontrollierendes Verhalten seiner Frau gegenüber hervorbringt.
So schrieb er seiner Ehefrau beispielsweise in einem Brief vom 20. November 1941 aus Ravensbrück, wo er bis zum 24. November war:
„Die Arbeit flutscht nur so, weil ja die Köpfe [der Meldebögen] jeweils schon getippt sind und ich nur die Diagnose, Hauptsymptome etc. einschreibe (…) Dr. Sonntag sitzt dabei und macht mir die Angaben über das Verhalten im Lager, ein Scharführer holt mir die Pat[ienten] herein – es klappt tadellos. Ich esse im Lager; heute mittag gab's im Kasino Linsensuppe mit Speckeinlage, als Nachtisch Omelett. Um 17 h machte ich Schluß, aß im Kasino wieder zu Abend (mit Dr. Sonntag jeweils zusammen): 3 Sorten Wurst, Butter, Brot, Bier. Anschließend wurde ich ins Hotel gefahren, auch heute morgen um 8.30 h abgeholt. Ich lasse mich morgens jetzt immer um 9 h abholen (…) Von 13 - 14.30 h ist Mittagspause, heute nach dem Essen gab's einen Verdauungsspaziergang mit Koegel u. Sonntag, die Viehställe wurden besichtigt (…). In meinem Bett schlafe ich herrlich, es ist ähnlich so wie  in Hilmershausen. (…) Hoffentlich geht's Dir genau so gut wie mir; ich fühle mich tadellos!“

## „In erster Linie Nationalsozialist und dann erst Arzt“
„Außerhalb des nationalsozialistischen Deutschland und insbesondere des Euthanasie-Programms hätte ein Arzt wie Dr. Friedrich Mennecke kaum eine größere Rolle spielen können. Er war weder besonders begabt, noch sonst für den Beruf eines Psychiaters befähigt; mehr aus Zufall rutschte er 1936, schon 32jährig, nach beendeter Medizinalpraktikantenzeit in die gesicherte Laufbahn eines Anstaltsarztes in Eichberg, die dem Sohn des frühverstorbenen Steinhauers erstrebenswert erschien.“

Nach heutigem Forschungsstand war Menneckes Karriere an der Anstalt Eichberg keineswegs so zufällig, wie sie der Beobachterin des Eichberg-Prozesses, Alice Platen-Hallermund, erschien: Der Eichberg unterstand dem Bezirksverband Nassau, der für die Heil- und Pflegeanstalten im Regierungsbezirk Wiesbaden der preußischen Provinz Hessen-Nassau zuständig war. Der dort verantwortliche Dezernent Fritz Bernotat versuchte Mitte der 30er Jahre, die Stellen der Anstaltsärzte ausschließlich mit SS-Mitgliedern zu besetzen. Dies ließ sich allerdings nicht durchgängig praktizieren, da es an geeigneten Bewerbern fehlte. Zwischen Bernotat und Mennecke entwickelte sich ein besonderes Vertrauensverhältnis, das im Januar 1938 mit zur Kündigung des bisherigen Direktors der Anstalt Eichberg beitrug. Mit viereinhalb Jahren Berufserfahrung wurde Mennecke im Januar 1939 auch offiziell Direktor einer Anstalt mit knapp 1.200 Patienten, gut zwei Jahre, bevor er am 1. Februar 1941 die Anerkennung als Facharzt für Neurologie und Psychiatrie erhielt. Dabei praktizierten die Anstalten des Bezirks Nassau in den 30er Jahren einen rigiden Sparkurs: Sie ersetzten die Matratzen der Patienten durch Strohsäcke. Die erzwungene Verlegung von Patienten aus kirchlichen Heimen in staatliche Anstalten führte zu einer Überbelegung und überdies zu einer deutlichen Verschlechterung der Pflege, da kaum zusätzliches Personal eingestellt wurde. Auch wurde die Verpflegung der Kranken drastisch reduziert. Infolge der – im Vergleich zu anderen deutschen Regionen – besonders radikalen Sparmaßnahmen in Hessen-Nassau kam es noch vor den Morden der „Aktion T4“ zu einem Ansteigen der Sterblichkeit der Patienten, dem nach heutigem Kenntnisstand etwa 1.000 Menschen zum Opfer fielen. Die Sparpolitik wurde maßgeblich vom Dezernenten Fritz Bernotat initiiert, der sich der Unterstützung des Landeshauptmannes Wilhelm Traupel und des Gauleiters Jakob Sprenger sicher sein konnte.
Die Auswahl von Ärzten für die Tätigkeit als „Gutachter“ für die „Aktion T4“ geschah auf Grund von Empfehlungen und persönlichen Bekanntschaften; politische Zuverlässigkeit war dabei ein wesentliches Kriterium: Friedrich Mennecke dürfte dabei vom Heidelberger Psychiatrieprofessor Carl Schneider oder dem Ministerialrat Herbert Linden vom Reichsinnenministerium empfohlen worden sein. Beide spielten in der „Aktion T4“ eine führende Rolle; Mennecke war ihnen von einer Inspektion der Anstalt Eichberg im Februar 1939 bekannt. Mennecke befürwortete dabei schon vor Kriegsanfang die „Euthanasie“, gegenüber Kollegen soll er geäußert haben, er sei „in erster Linie Nationalsozialist und dann erst Arzt.“ Als Mennecke Anfang 1940 vom Militärdienst freigestellt wurde, war dies nur vordergründig auf die Intervention der I.G. Farben zurückzuführen: Auch der Wiesbadener Landeshauptmann Traupel hatte sich diesem Sinne eingesetzt und dies mit „staatspolitisch wichtigen Belangen, die die Erbbiologie betreffen“ begründet. Mennecke war dabei bereits im Dezember 1939 bekannt, dass sein Einsatz für die Krankenmordaktion geplant war.
1942 kam es zu einem Zerwürfnis zwischen Bernotat und Mennecke. Mennecke betrieb ab Mai 1942 die Einrichtung einer „Therapiestation“ auf dem Eichberg, in der – aus Sicht der nationalsozialistischen Psychiatrie – „heilenswerte“ Patienten behandelt werden sollten. Dabei sollten auch neuartige Therapien wie Insulin- und Elektroschockbehandlungen zum Einsatz kommen. In diesem Zusammenhang absolvierte er im Sommer 1942 eine sechswöchige Fortbildung in der Heidelberger Universitätsklinik bei Carl Schneider. Bei der Einrichtung der „Therapiestation“ wurde Mennecke von führenden Psychiatern der Berliner T4-Zentrale unterstützt: Diese Psychiater waren um die Existenz ihres Fachgebiets besorgt; zudem bemerkten sie einen Ansehensverlust der Psychiatrie, nachdem trotz der Geheimhaltung die Krankenmorde weithin bekannt geworden waren. Sie entwickelten Pläne für eine „zukunftsorientierte“ Psychiatrie, in der das „Heilen“ neben dem „Vernichten“ seinen Platz finden sollte. Vertreter der Verwaltung wie Bernotat standen solchen Plänen verständnislos gegenüber, für sie stand die auch durch die Krankenmorde eingetretene Kostenersparnis im Vordergrund. Dementsprechend weigerte sich Bernotat, für die auf dem Eichberg geplante „Therapiestation“ zusätzliche Ärzte einzustellen. In diesem Konflikt stellte sich Mennecke 1942 auf die Seite der T4-Zentrale in Berlin, während er sich 1938 noch äußerst skeptisch über die Anwendung der neuartigen Therapien geäußert hatte. Die Auseinandersetzungen zwischen Bernotat und Mennecke, die zunehmend eine persönliche Note erhielten, endeten damit, dass Bernotat die Abkommandierung Menneckes zur Wehrmacht betrieb, die er – vermutlich durch Einschaltung des Gauleiters Jakob Sprenger – im Dezember 1942 erreichte. Mennecke wurde zudem als Ortsgruppenleiter der NSDAP abgelöst.
In der Untersuchungshaft erklärte Mennecke 1946, er habe sich schon vor 1945 vom Nationalsozialismus distanziert:
„Zu diesem Geständnis treibt mich nunmehr meine schon seit 1942 vorhanden gewesene innere Überzeugung, dass alle diese Methoden der nationalsozialistischen Staatsführung unmenschlich und grausam, völlig kritiklos und sündhaft waren, und ferner die Erkenntnis, mit vielen Hunderten und Tausenden von deutschen Menschen gemeinsam in den Wogen einer infamen Irrlehre geschwommen zu sein, an deren Echtheit auch ich einmal geglaubt hatte, aber deren fatale Unechtheit und Verwerflichkeit mir schliesslich doch - drei Jahre vor dem Zusammenbruch dieses Regimes - die Augen geöffnet hat; und endlich drängt mich zu diesem Geständnis das zwingende Bedürfnis der Reinigung meines Gewissens.“
Ein derartiger Gesinnungswandel lässt sich in Menneckes Briefen nicht nachvollziehen: Als er im Januar 1943 in Metz ein Gutachten in einen Kriegsgerichtsverfahren über einen Fall von Fahnenflucht erstellte, schrieb er an seine Frau: „So, Mutti, jetzt hat der Pa aber wieder ein Gutachten zurechtgezimmert, über das er sich selbst freut. Der Mann wird wahrscheinlich zum Tode verurteilt! Du kannst es später einmal lesen.“ Noch im Herbst 1944 unterhielt Mennecke Kontakte zu den Organisatoren der „Aktion T4“ und nutzte auch deren Erholungsheim „Schoberstein“ in Weißenbach am Attersee. Mehrfach war er als Direktor von Anstalten im Gespräch, in denen die Ermordung von Kindern auf so genannten „Kinderfachstationen“ betrieben wurde oder die als Ort der Morde der Aktion Brandt, der zweiten Phase der nationalsozialistischen Euthanasie, bekannt wurden. Diese Pläne zerschlugen sich jedoch angesichts Menneckes gesundheitlicher Probleme und der zunehmend chaotischen Situation bei Kriegsende.
Mennecke, den ein Kollege als „offenen, fröhlichen Menschen“ beschrieb, trug mit seinen Aussagen im Eichberg-Prozess und im Nürnberger Ärzteprozess zur Aufklärung der „Aktion T4“ mit bei. Das Frankfurter Landgericht traf in seinem Urteil folgende Feststellungen zu Menneckes Motiven:
„Die gesamte Verhandlung und alle Äußerungen des Angeklagten M. lassen erkennen, dass er nicht der Mann grosser Überzeugungen gewesen ist. Hemmungsloser Ehrgeiz und grenzenloses Geltungsbedürfnis haben den Angeklagten getrieben. Er strebte nach Stellungen, die ihm nach seinen Fähigkeiten nach nicht zukamen, und als er sie besass, wollte er sie unter allen Umständen halten. Es schmeichelte seiner Eitelkeit, zum Kreis namhafter Männer zu gehören, über deren Anerkennung er sich in ju[n]genhafter Weise freute. Es befriedigte seinen Ehrgeiz, dass er mit bekannten Professoren und Vertretern damals machtvoller Stellen in so entscheidender Weise zusammenarbeiten durfte.“